# Список наград Национальной хоккейной лиги

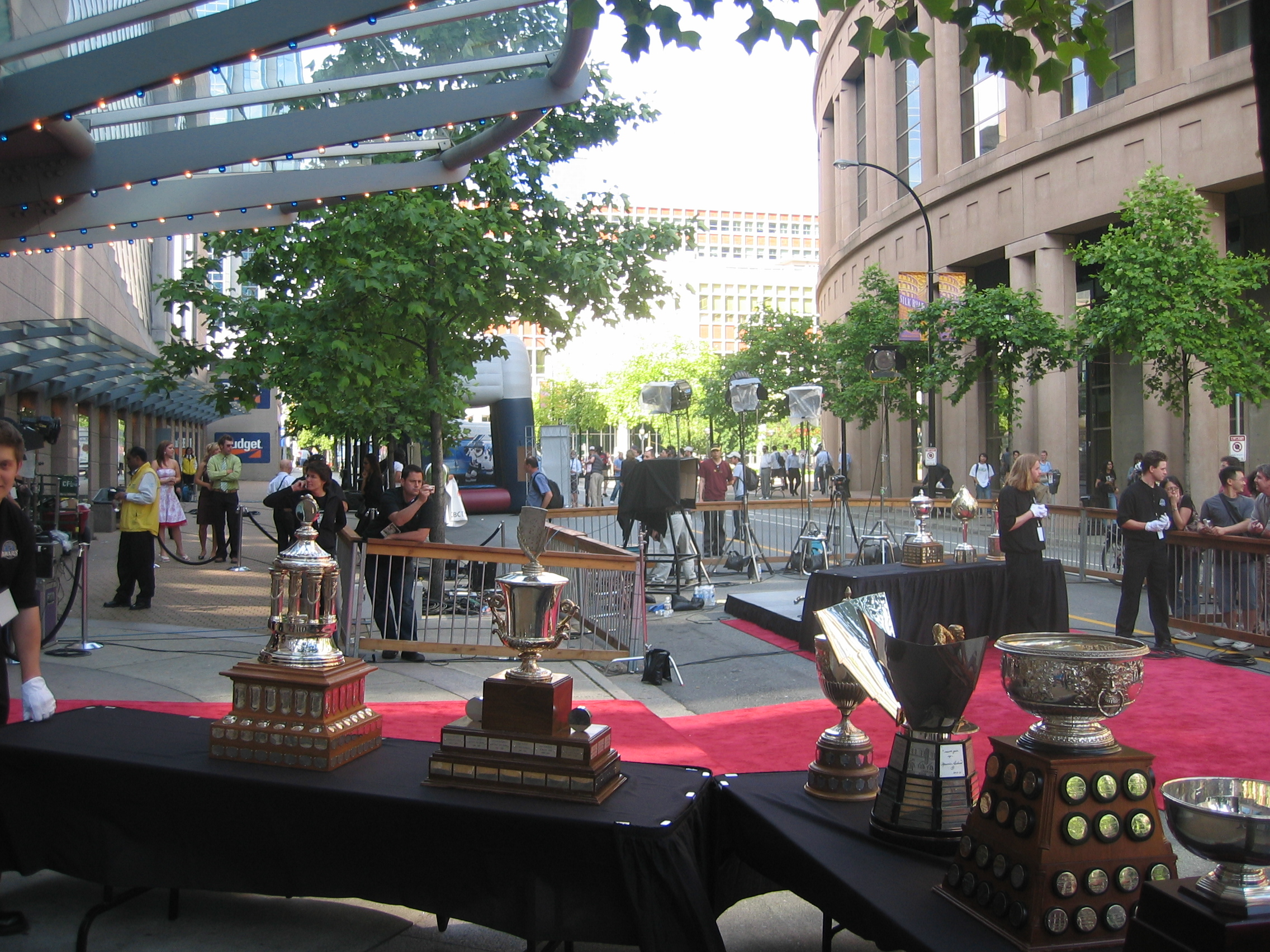
Трофеи НХЛ во время церемонии награждения в 2006 году

В Национальной хоккейной лиге ежегодно вручаются индивидуальные и командные призы по итогам сезона. В данном списке перечислены все трофеи вручаемые в НХЛ. Самым старым трофеем является Кубок Стэнли, который был учреждён в 1893 году, ещё до создания НХЛ, а сейчас вручается команде-победителю финальной серии плей-офф. Новейшим же призом является приз лучшему генеральному менеджеру года, который впервые вручался в 2010 году.

## Командные
| Фото | Название                                            | Год  | Описание | Текущий обладатель                                                |
| ---- | --------------------------------------------------- | ---- | --- | ----------------------------------------------------------------- |
|      | Кубок Стэнли (Stanley Cup)                          | 1893 | Награждается команда выигравшая финальную серию плей-офф с 1927 года. С 1893 по 1914 годы вручался лучшей любительской команде Канады. В период с 1915 по 1926 годы обладателем становилась команда выигравшая серию между чемпионами НХЛ и НХА                                            | Флорида Пантерз (2025)                                            |
|      | Приз принца Уэльского (Prince of Wales Trophy)      | 1925 | Награждается команда-чемпион Восточной конференции. До этого вручалась чемпиону НХЛ (1924—1927), чемпиону Американского дивизиона (1928—1938), победителю регулярного чемпионата (1939—1967), чемпиону Восточного дивизиона (1968—1974), чемпиону Конференции принца Уэльского (1975—1993) | Флорида Пантерз (2025)                                            |
|      | Приз Кларенса Кэмпбелла (Clarence S. Campbell Bowl) | 1968 | Награждается команда-чемпион Западной конференции с 1994 года. Ранее вручался чемпиону Западного дивизиона (1968–1974) и Конференции Кэмпбелла (1975–1993) | Эдмонтон Ойлерз (2025)                                            |
|      | Президентский кубок (Presidents' Trophy)            | 1986 | Награждается команда набравшая большее количество очков в регулярном чемпионате | Виннипег Джетс (2024–2025)                                        |
|      | О’Брайен Трофи (O'Brien Trophy)                     | 1910 | Награждался победитель плей-офф НХА и НХЛ (1910–23), чемпион Канадского дивизиона (1927–38), а затем финалист Кубка Стэнли (1939–50). | Не вручается с 1950 года Последний обладатель: Нью-Йорк Рейнджерс |

## Индивидуальные
| Фото | Название                                                             | Год  | Описание | Текущий обладатель                                                                  |
| ---- | -------------------------------------------------------------------- | ---- | --- | ----------------------------------------------------------------------------------- |
|      | Харт Трофи (Hart Memorial Trophy)                                    | 1924 | Награждается игрок, который внёс наибольший вклад в успехи своей команды в регулярном чемпионате. | Коннор Хелибайк (Виннипег Джетс)                                                    |
|      | Леди Бинг Трофи (Lady Byng Memorial Trophy)                          | 1925 | Награждается игрок, продемонстрировавший образец честной спортивной борьбы и джентльменского поведения в сочетании с высоким игровым мастерством.                                                                                              | Анже Копитар (Лос-Анджелес Кингз)                                                   |
|      | Везина Трофи (Vezina Trophy)                                         | 1927 | Награждается голкипер, сыгравший в регулярном чемпионате не менее 25 матчей и продемонстрировавший лучшую игру среди всех конкурентов. | Коннор Хелибайк (Виннипег Джетс)                                                    |
|      | Колдер Трофи (Calder Memorial Trophy)                                | 1937 | Награждается игрок, наиболее ярко проявивший себя среди тех, кто проводит первый полный сезон в составе клуба НХЛ. | Лэйн Хатсон (Монреаль Канадиенс)                                                    |
|      | Арт Росс Трофи (Art Ross Trophy)                                     | 1948 | Награждается игрок, набравший наибольшее количество очков по системе гол+пас в регулярном чемпионате. | Никита Кучеров (Тампа-Бэй Лайтнинг)                                                 |
|      | Джеймс Норрис Трофи (James Norris Memorial Trophy)                   | 1954 | Награждается защитник, который проявил наибольшее мастерство при игре на своей позиции на протяжении всего сезона. | Кейл Макар (Колорадо Эвеланш)                                                       |
|      | Конн Смайт Трофи (Conn Smythe Trophy)                                | 1965 | Награждается игрок, лучше других зарекомендовавший себя в играх плей-офф. | Сэм Беннет (Флорида Пантерз)                                                        |
|      | Билл Мастертон Трофи (Bill Masterton Memorial Trophy)                | 1968 | Награждается игрок, проявивший высокое спортивное мастерство и верность хоккею. | Шон Монахан (Коламбус Блю Джекетс)                                                  |
|      | Тед Линдсей Эворд (Ted Lindsay Award)                                | 1971 | Награждается игрок, лучший по мнению самих хоккеистов. Приз учрежден Ассоциацией хоккеистов НХЛ (NHLPA) в честь Лестера Пирсона, бывшего премьер-министра Канады. 29 апреля 2010 года НХЛ переименовала трофей в честь хоккеиста Теда Линдсея. | Никита Кучеров (Тампа-Бэй Лайтнинг)                                                 |
|      | Джек Адамс Эворд (Jack Adams Award)                                  | 1974 | Награждается тренер, внесший наибольший вклад в успехи своей команды, по мнению Ассоциации журналистов НХЛ. | Спенсер Карбери (Вашингтон Кэпиталз)                                                |
|      | Фрэнк Дж. Селки Трофи (Frank J. Selke Trophy)                        | 1978 | Награждается лучший нападающий оборонительного плана. | Александр Барков (Флорида Пантерз)                                                  |
|      | Уильям М. Дженнингс Трофи (William M. Jennings Trophy)               | 1982 | Награждается голкипер(ы), пропустивший(е) наименьшее число голов в среднем за игру по итогам регулярного сезона при не менее 25 сыгранных матчах                                                                                               | Коннор Хелибайк (Виннипег Джетс)                                                    |
|      | Кинг Клэнси Трофи (King Clancy Memorial Trophy)                      | 1988 | Награждается игрок, который является примером для партнеров на льду и вне его и принимает активное участие в общественной жизни. | Александр Барков (Флорида Пантерз)                                                  |
|      | Морис Ришар Трофи (Maurice 'Rocket' Richard Trophy)                  | 1999 | Награждается игрок, забросивший наибольшее число шайб среди всех игроков НХЛ по итогам регулярного сезона. | Леон Драйзайтль (Эдмонтон Ойлерз)                                                   |
|      | Приз Марка Мессье (Mark Messier Leadership Award)                    | 2007 | Приз вручается Марком Мессье игроку проявившему лидерские качества на льду и за его пределами | Александр Овечкин (Вашингтон Кэпиталз)                                              |
|      | Джим Грегори Эворд (Jim Gregory General Manager of the Year Award)   | 2010 | Награждается генеральный менеджер, внесший наибольший вклад в успехи своей команды | Джим Нилл (Даллас Старз)                                                            |
|      | Приз Уилли О’Ри (Willie O'Ree Community Hero Award)                  | 2018 | Приз за позитивное влияние при помощи хоккея | Джейсон Маккриммон (Канада) / Дин Смит (США)                                        |
|      | НХЛ плюс/минус Эворд (NHL Plus-Minus Award)                          | 1983 | Награждался игрок с лучшим показателем «плюс-минус» по итогам регулярного сезона. | Не вручается с 2008 года. Последний обладатель: Павел Дацюк (Детройт Ред Уингз)     |
|      | Роджер Крозье Эворд (Roger Crozier Saving Grace Award)               | 2000 | Награждался голкипер с лучшим процентом отраженных бросков, сыгравший не менее 25 матчей. | Не вручается с 2007 года. Последний обладатель: Никлас Бекстрём (Миннесота Уайлд)   |
|      | Приз игроку НХЛ за благотворительность (NHL Foundation Player Award) | 1998 | Приз игроку за участие в благотворительности | Не вручается с 2018 года. Последний обладатель: Трэвис Хамоник (Нью-Йорк Айлендерс) |